# Агва Пуерка (Акуизио)
Агва Пуерка (шп. Agua Puerca) насеље је у Мексику у савезној држави Мичоакан у општини Акуизио. Насеље се налази на надморској висини од 2749 м.

## Становништво
Према подацима из 2010. године у насељу је живело 7 становника.

### Хронологија
| Година       | 2000         | 2005 | 2010 |
| ------------ | ------------ | ---- | ---- |
| Становништво | 63 (32 / 31) | 6    | 7    |

### Попис
| # | Индикатор                     | Вредност |
| - | ----------------------------- | -------- |
| 1 | Укупно домаћинстава           | 1        |
| 2 | Укупно насељених домаћинстава | 1        |
| 3 | Величина локације             | 1        |